# William Barry
William "Bill" Louis Barry (født 16. oktober 1940) er en engelsk tidligere roer.
Barry vandt, sammen med John Russell, Hugh Wardell-Yerburgh og John James, en sølvmedalje for Storbritannien i firer uden styrmand ved OL 1964 i Tokyo. I finalen blev briterne kun besejret af Danmark, der vandt guld, mens USA's båd fik bronze. Det var det eneste OL han deltog i.

## OL-medaljer
- 1964:  Sølv i firer uden styrmand